# Astragale (architecture)
Pour les articles homonymes, voir Astragale.

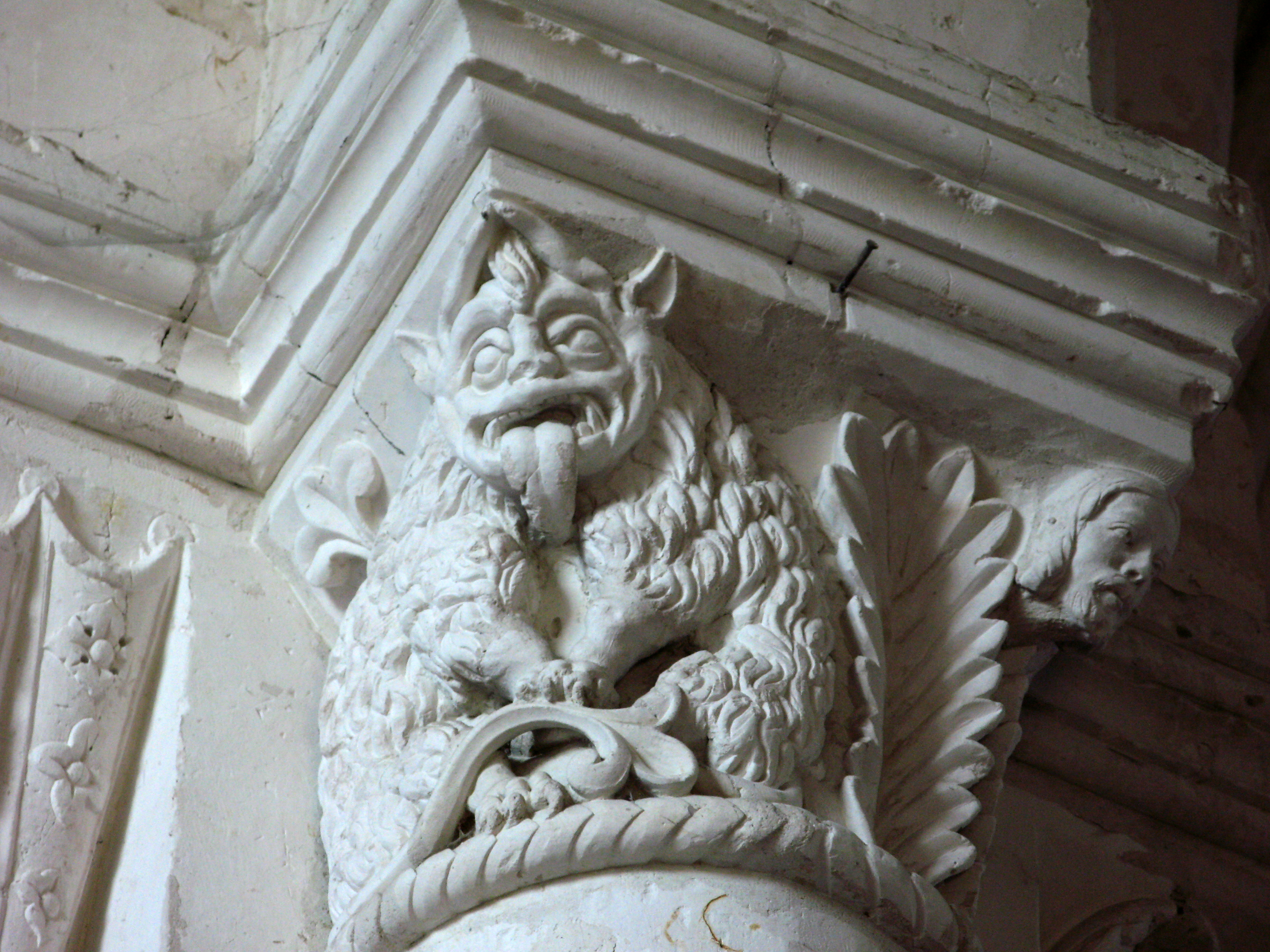
Astragale (donnant une impression de torsade) dans l'église de Lucheux.

Un astragale (nom masculin) est une moulure arrondie, sorte d'anneau ou de boudin, encadrée par deux filets. 
Considéré comme un petit tore, l'astragale sépare souvent le chapiteau de la colonne. 
- Au Moyen Âge, l'astragale fait généralement partie du chapiteau (constituant ainsi sa base) et est séparé de la colonne par un joint.
- Dans l'architecture de l'Antiquité, c'est le contraire : l'astragale est toujours séparé du chapiteau.

## Autre sens
L'astragale désigne aussi une moulure régnant sur la façade.

## Dans le vocabulaire de l'architecture
On parle de nez de marche en astragale, pour les marches ayant un débord en arrondi.

## Étymologie
Le terme astragale vient du latin astragalus qui signifie « os du talon », lui-même dérivé du grec astragalos, qui signifie « vertèbre ».

## Anecdote
Les astragales sont généralement faits de pierre ou de stuc et éventuellement fondus en métal (fonte imitant l'architecture antique par exemple, au XIXe siècle). 
Au tout début de la restauration de la cathédrale Notre-Dame de Paris (1844-1846), avant même l'approbation du grand projet de restauration, l'état de dégradation de la galerie des Rois a motivé la première intervention de Viollet-le-Duc et Lassus qui ont, de manière inhabituelle, utilisé du plomb pour restaurer les astragales manquants. Plus précisément, les notes de chantier rapportent : 

« Plusieurs astragales de chapiteaux étant détruits partiellement (à peu près de 1/3) afin de ne pas détruire la partie restante refait en plomb coulé, la partie détruite, 1re recoupé, creusé sous la colonne la partie détruite de l'astragale, 2e moulé en glaise la dite astragale, et fait le creux en plâtre, 3e coulé en plomb fondu la dite astragale, 4e coupé, de longueur, limé ajouté la dite astragale en plomb suivant la place quelle doit occuper, 5e soudé en place sur la colonne au moyen de plomb fondu coulé, puis limé coupé pour se raccorder parfaitement avec la partie d'astragale conservée […]. Sont concernées les colonnes 2 et 4 de la travée 1, la colonne 4 du contrefort B, les colonnes 5 et 7 de la travée 2, la colonne 3 du contrefort C, les colonnes 2 et 3 de la travée 3. »